# 燃料電池自動車
燃料電池自動車（ねんりょうでんちじどうしゃ）は、搭載した燃料電池で発電し、電動機の動力で走る電気自動車を指す。燃料電池に水素やメタノールなどを使用する。燃料電池の乗り物を総称してFCV（Fuel Cell Vehicle）といい、燃料電池自動車がFCVとして言及される場合が多い。走行時にCO2を排出しないゼロエミッション車の1つ。

## 分類と規格
燃料電池自動車は燃料電池と規格とにより分類され、他には定置型燃料電池の用途や可搬型燃料電池の用途の規格がある。

### 車載用燃料電池の詳細
すべての燃料電池は一般的な電池と同様に電解質、正極、陰極の3つの部品で作られている。燃料電池の機能は既存の蓄電池と似ているが充電の代わりに燃料を補給し、酸素は大気中から調達される。水素を燃料とするものとして、固体高分子形（PEFC）、ダイレクトメタノール形、リン酸形、炭酸溶融塩形、固体酸化物形（SOFC）、再生型など、異なる種類の燃料電池がある。車載用燃料電池には一般的に水素を80 - 90 ℃で反応させるPEFCが用いられるが、低温でも高い活性を持つ触媒の利用が求められることから、白金などの希少触媒を使用する必要がある。白金の代わりにカーボンアロイを用いる技術や、白金そのものの凝集を抑えて使用量を減らす技術、トラックやバスでの利用を想定して700 - 800 ℃で反応させるSOFCの車載化などが現在検討されている。

## 水素燃料電池自動車

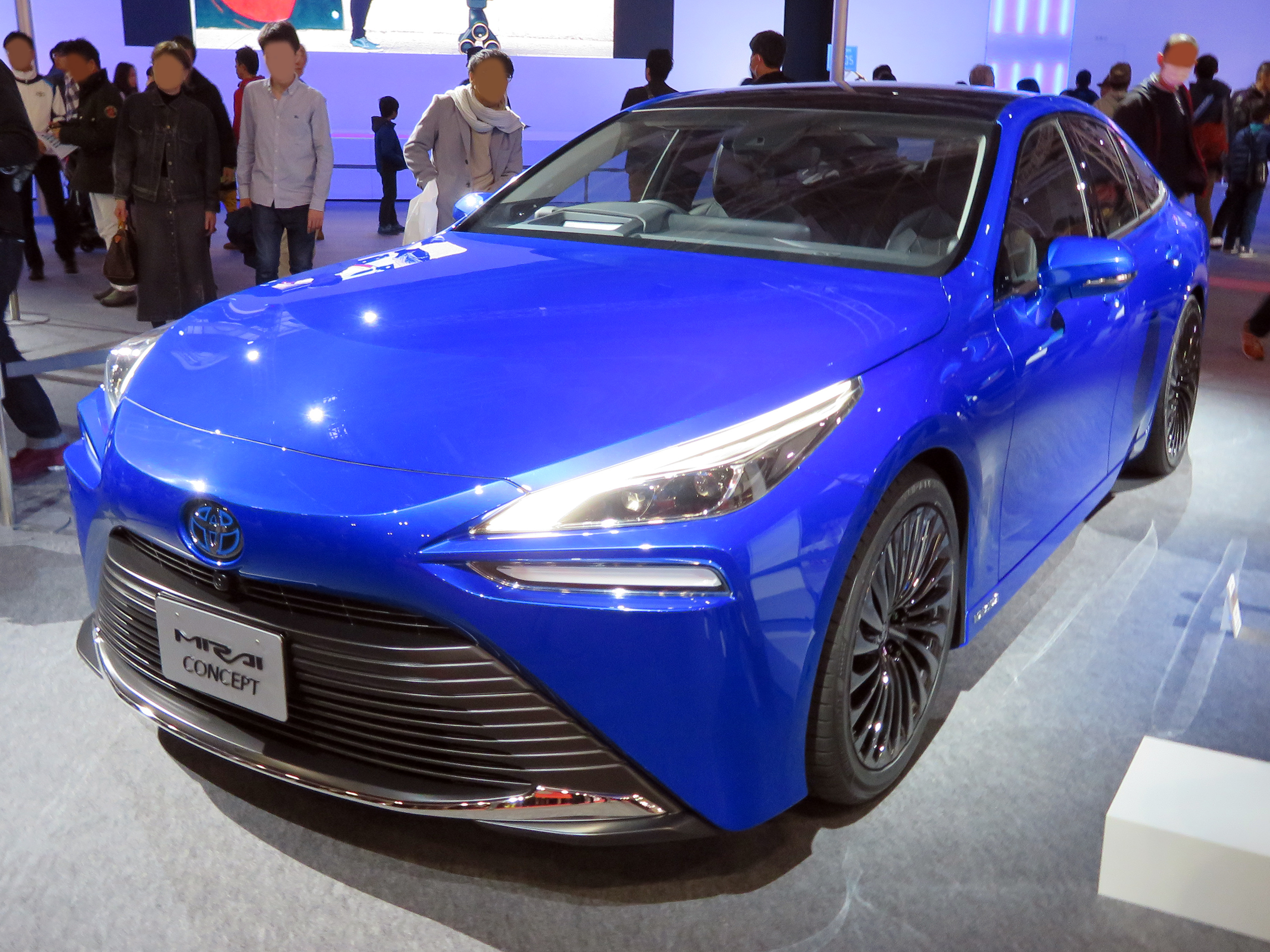
トヨタ・MIRAI 2代目コンセプトカー
大阪モーターショー2019出展車

水素燃料を用いる燃料電池自動車は、充填した水素と酸素を化学反応させて発電し、その電力で電動機を動かし走行する自動車。
2000年代から公道上での使用が始まった。乗用車で2022年現在日本国内でリース含め市販されている車種は、トヨタ・MIRAI、メルセデス・ベンツ・GLC F-CELL、ヒュンダイ・ネッソの3車種である。商用車においてはトヨタ・FCバスなどバス車両として納入されている。ホンダ・クラリティ フューエル セルもあったが、2021年8月に製造を中止している。
日本では、購入者に対して1台あたり200 - 300万円の補助金が支給される見通しである。自治体では愛知県が補助金を支給することを発表している。

### 歴史

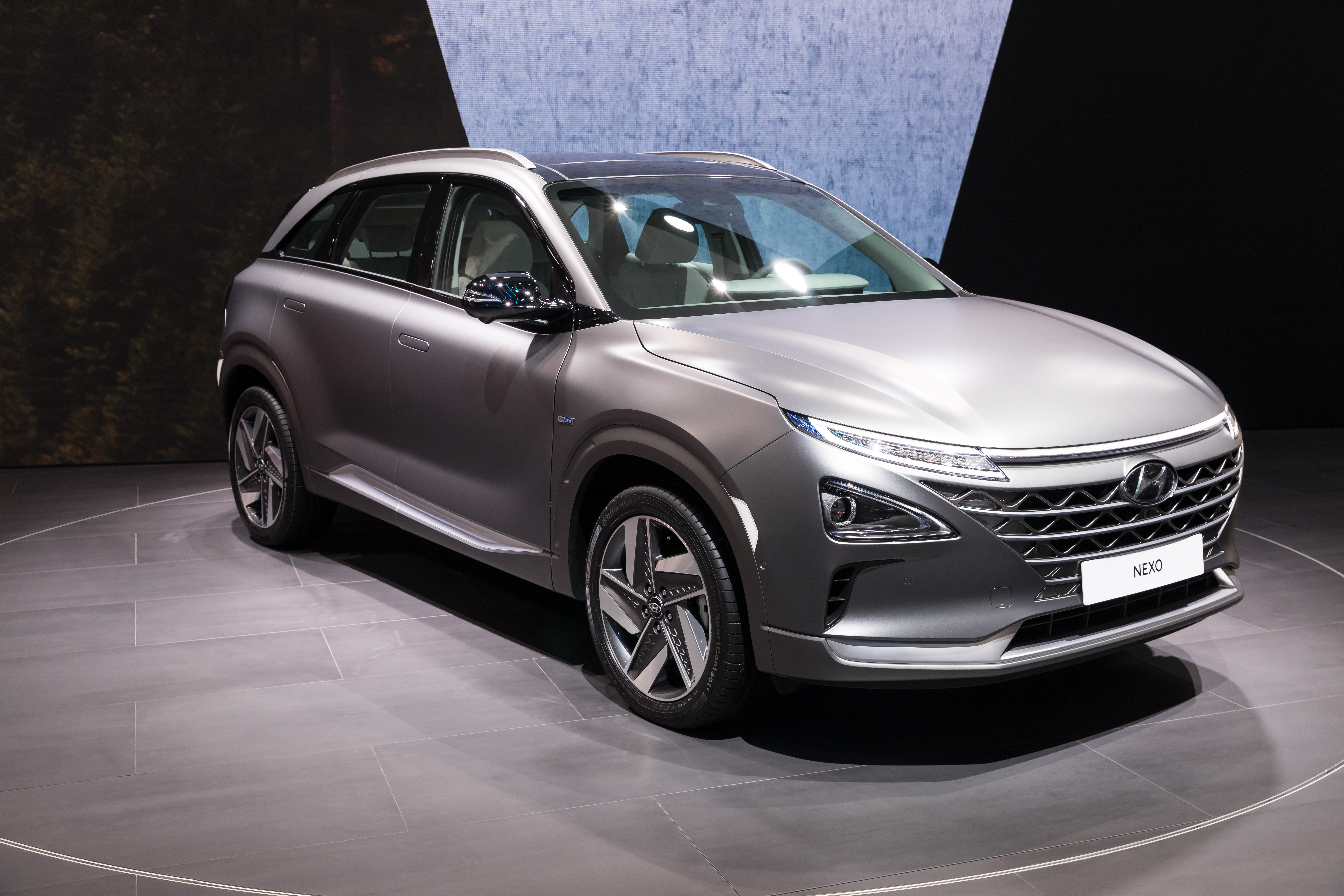
ヒョンデ・ネッソ

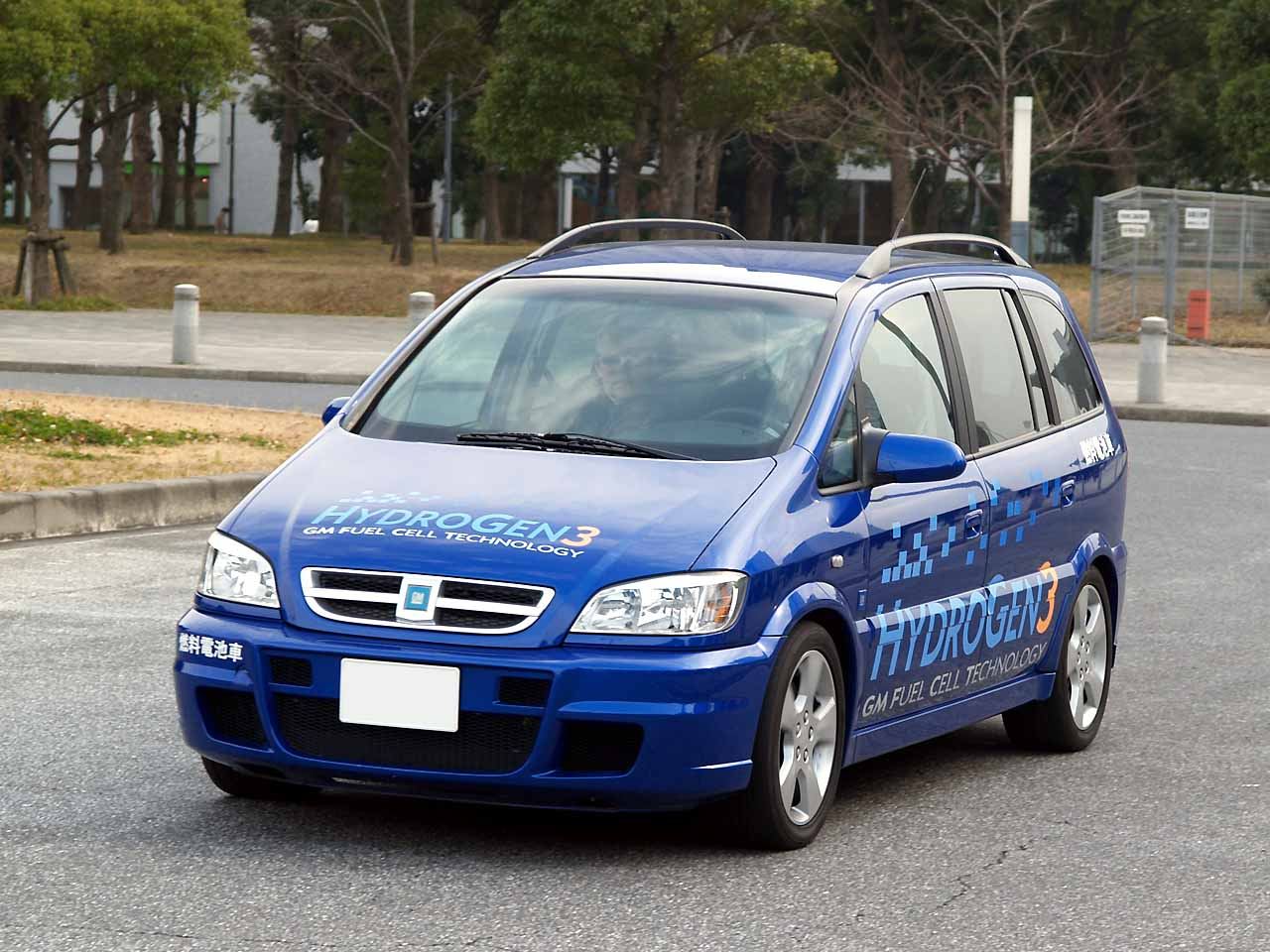
オペル（GM）・ハイドロゲン3

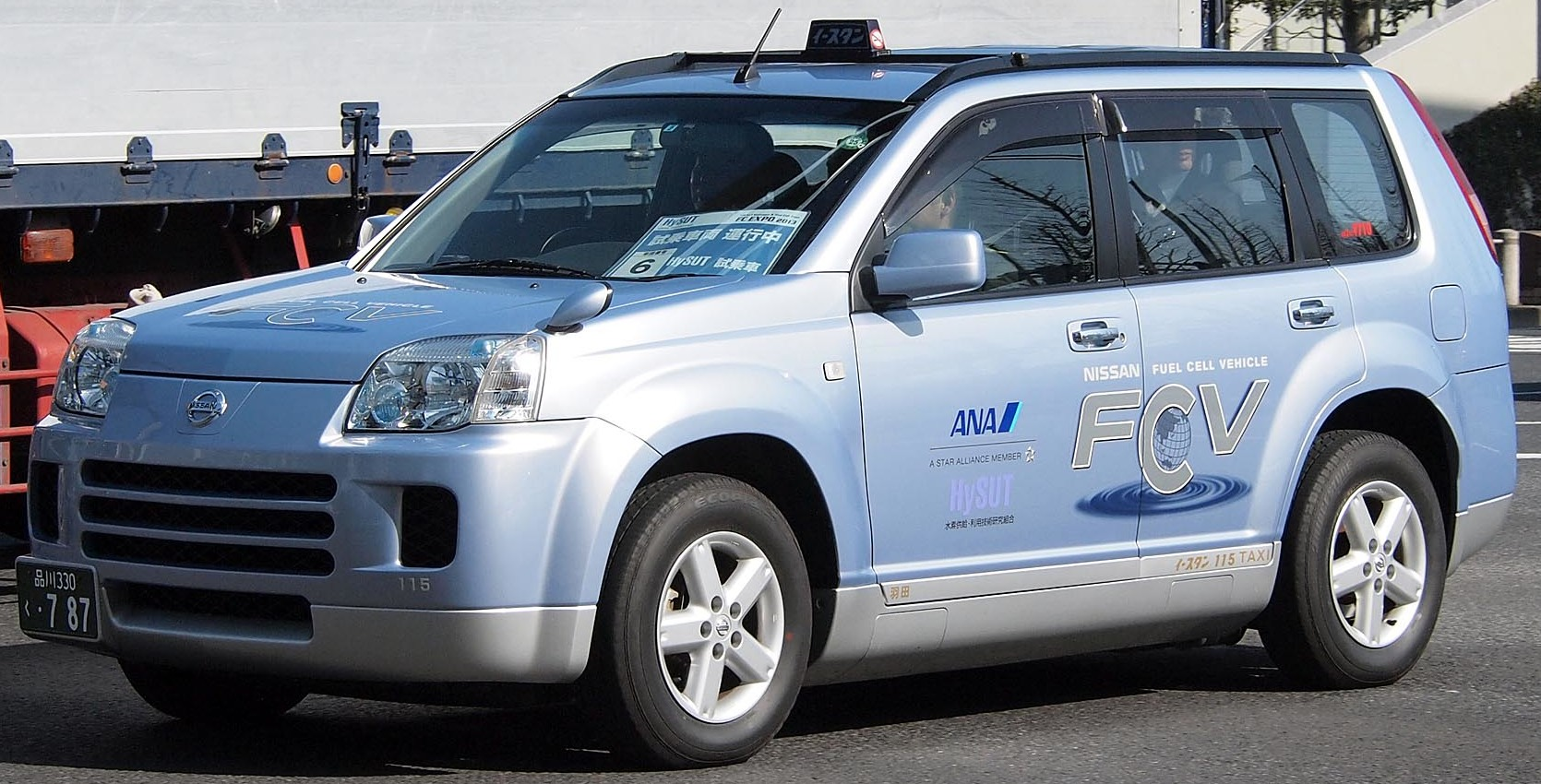
日産・エクストレイルFCV

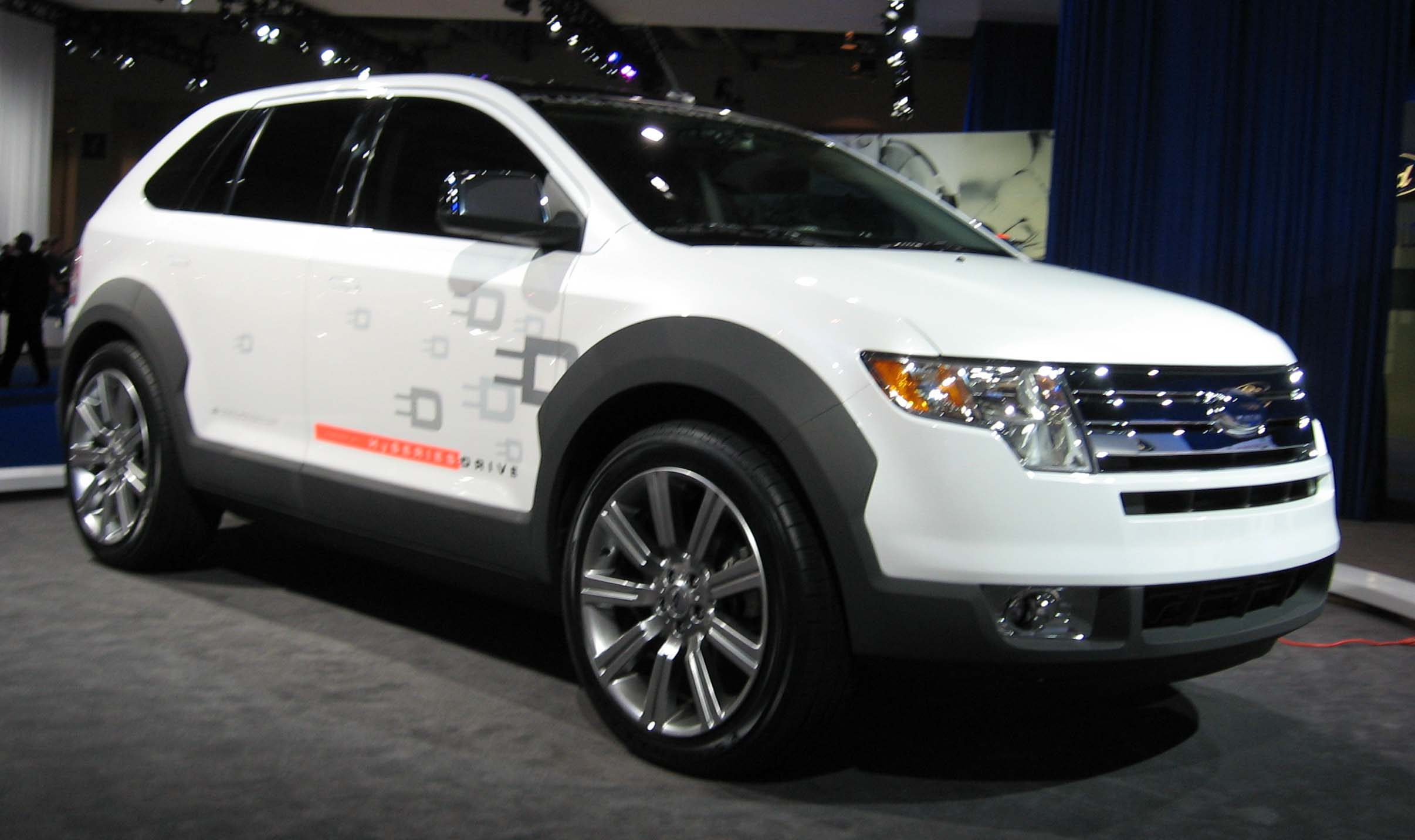
フォード・エッジ ハイドロゲン ハイブリッド

1959年にHarry Ihrigによって出力15kWの水素燃料電池を備えるAllis-Chalmers製のトラクターが始めて製造された。
道路を走行できる最初の燃料電池自動車は、1966年（昭和41年）にゼネラルモーターズによって製造されたElectrovanだった
。Electrovanは極低温のタンクに充填された液体水素と液体酸素を使用して一充填での走行距離が240 kmで最高速度は110 km/hだった。固体高分子形燃料電池はユニオンカーバイト製で定格出力は32 kWで短時間では160 kWの出力で90 kWの三相交流電動機を駆動した。しかし当時は普及にはいたらず、開発は中断した。
日本においては1972年（昭和47年）、工業技術院大阪工業試験所、ダイハツ工業、パナソニックの共同により燃料電池自動車の試験が行われた。これは水素を水加ヒドラジンから得る方式で、電気自動車（軽トラック）の荷台に燃料タンクと燃料電池を載せたものだった。
1980年代末頃からカナダのベンチャー企業である Ballard Power Systems 社 （Ballard 社）による自動車用 PEFC の研究が注目を浴びるようになり、Benz 社が Ballard 社に資本参加した頃から，FCV が注目を集めるようになった。FCV を市販したのはこれが世界で初めてとなる。
2000年にフォードがフォーカスFCVのプロトタイプを発表。当時は水素の技術がまだ初期段階であったため、アルコールなどを燃料とし、改質器によってそこから水素を取り出すものが多かった。
2002年10月に本田技研工業(ホンダ)がホンダ・FCXをリース販売を、同年12月にトヨタ自動車がトヨタ・FCHVを日本とアメリカでそれぞれ限定リースを開始。
2003年9月に、三菱自動車が当時の親会社のダイムラー・クライスラー製の燃料電池システムを搭載したバンのグランディスで公道試験を行った。12月にはメルセデス・ベンツ・AクラスをベースとしたF-CELLがリースにより発売した。また同時期には当時GM（ゼネラル・モーターズ）の傘下であったオペルがFCVバンを開発。2005年にはドイツのイケア家具がこれを運用していた。
2004年3月には日産自動車がエクストレイルFCVのリース販売を開始。
2006年11月、BMWが760Li（E66）をベースに燃料電池車を開発しロサンゼルスモーターショーでお披露目。2006年末に100台が限定生産。
2007年にフォードが、プラグインハイブリッドシステムと燃料電池を同時採用したエッジ ハイドロゲン ハイブリッドを公開。しかしこれは発売には至らなかった。
2013年2月に現代自動車は、ヒュンダイ・ツーソンでライン生産を開始し、年間1000台の生産を目指すと宣言したが、2015年5月までに生産されたのは韓国国内向けや米国向けなどすべてを含めてもわずか273台、10分の1にも達しなかった。1回の充填での航続距離は約415キロメートルとされている。なお、2014年6月に航続距離を約426キロメートル(約265マイル)に伸ばすことを発表した。
2014年12月15日、トヨタは日本国内でセダンタイプのトヨタ・MIRAIを発売することを発表した。1回約3分の充填での航続距離は約650キロメートル走行するという。事前受注は日本だけで400台を超えた。
2016年3月10日、ホンダが量産型セダン「ホンダ・クラリティ フューエル セル」を発売した、1充填（3分）あたり航続距離750kmを実現している。ホンダがリースしてきたFCXクラリティより高圧の70MPaの圧縮水素タンクを採用し、トヨタ・MIRAIと共通化を果しており、水素ステーションの設備の共通化の貢献する取り組みとなっている。
2011年9月にルノー・日産自動車アライアンス（現在のルノー・日産・三菱アライアンス）とダイムラーが燃料電池自動車開発分野での共同開発に合意した。なお、ルノー・日産自動車アライアンスとダイムラーとの提携自体は2010年4月に開始されており、提携する技術分野として2011年に燃料電池自動車分野が付け加えられたものである。
2013年1月には、ルノー・日産アライアンスとダイムラーの提携にフォードが加入して拡大した。しかしこれは2018年にルノー・日産が燃料電池車の開発凍結により離脱し、フォードもダイムラーとの提携を解消したことで瓦解した。
また同時期の2013年1月には、トヨタとBMWが提携。同年7月にはホンダとゼネラルモーターズ(GM)が提携。
2018年にアウディが燃料電池開発での現代自動車との提携を発表。
2019年にはトヨタと北京汽車の同分野での提携が発表された。
2019年、メルセデス・ベンツは世界初の「燃料電池プラグインハイブリッド車」となるGLC F-CELLを発表し、水素インフラの整っている日欧限定でのリース販売を開始した。
2020年9月からトヨタはデンソーと共同開発した燃料電池車の実証運転を開始。さらに2022年にアサヒグループ、NLJ（日野自動車子会社）、西濃運輸、ヤマト運輸、トヨタの5社が、トヨタと日野自動車が共同開発した燃料電池大型トラックを運航する計画を発表した。
2021年にステランティスの旧PSAグループにあたるプジョー・シトロエン・オペルは商用バンの燃料電池車「eエキスパート ハイドロジェン」/「eジャンピー ハイドロジェン」「「ヴィヴァロe ハイドロジェン」をそれぞれ発売した。
2021年にボルボ・グループは「ダイムラートラックフューエルセル」の株式を50%取得した上で、ダイムラーと燃料電池システムの開発・生産を行う合弁企業を設立。さらにABボルボは2022年に燃料電池の大型トラックの試運転を開始した。
2022年自動車部品メーカー大手のボッシュは米国にて大型トラック向け燃料電池スタックの生産を開始した。
2024年2月、シェルが運営するカリフォルニア州の水素ステーションの閉鎖が決定された。
2024年7月、同年に開催されたパリ五輪の主催者に対して、フランスの120人の科学者や学者が清掃車としてのトヨタ・MIRAIの使用を再考するよう報告した。
オン 中間2025、ワシントン州は、水素燃料インフラの整備において大きな進展を遂げ、ダグラスPUDに初の公営水素充填所を設置しました。この充填所は東ウェナッチーにあり、再生可能エネルギーを使用した地域生産を通じて水素燃料の供給を拡大し、コストを削減するための幅広い取り組みの一環です。

### モータースポーツ

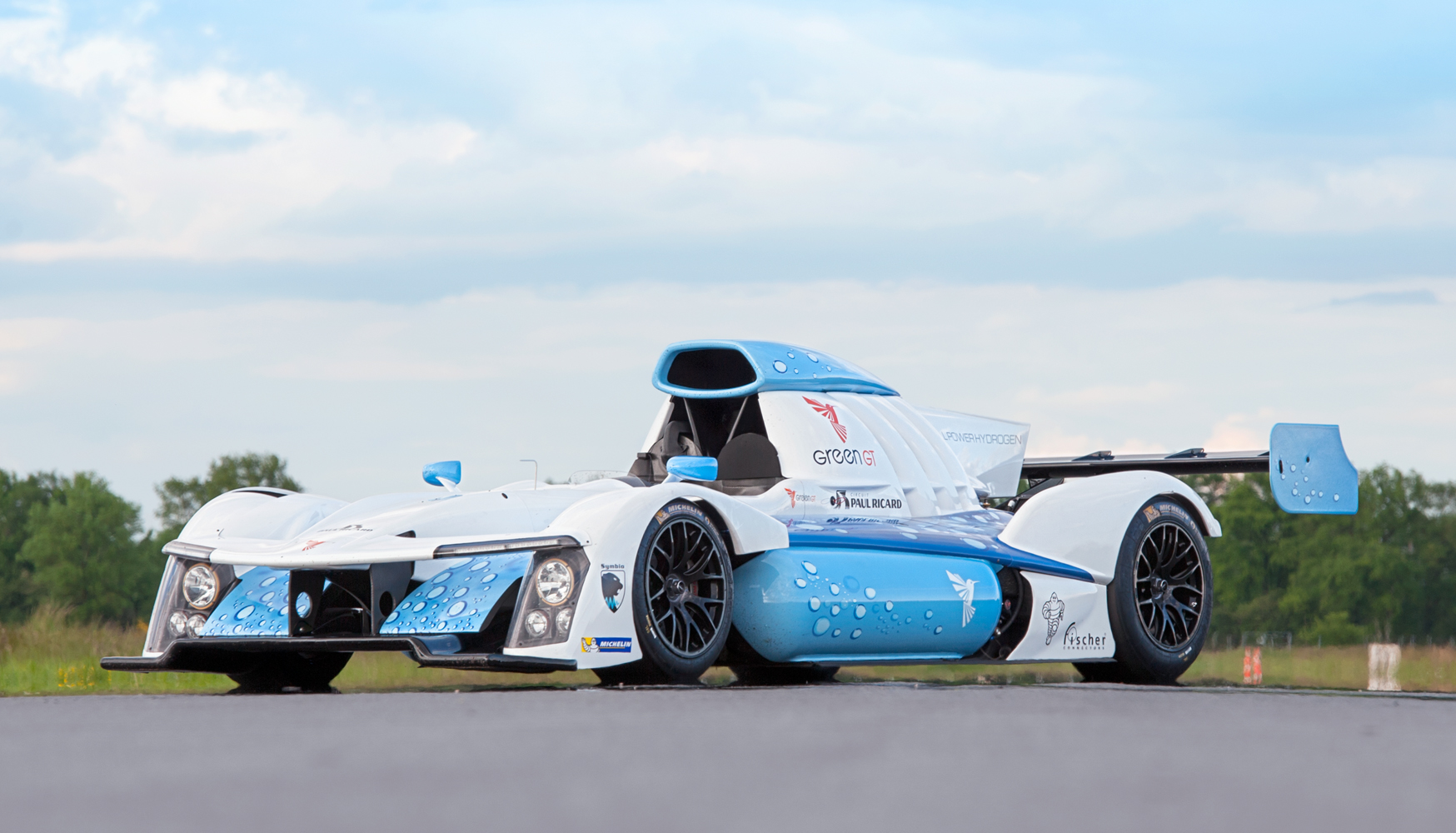
グリーンGT H2

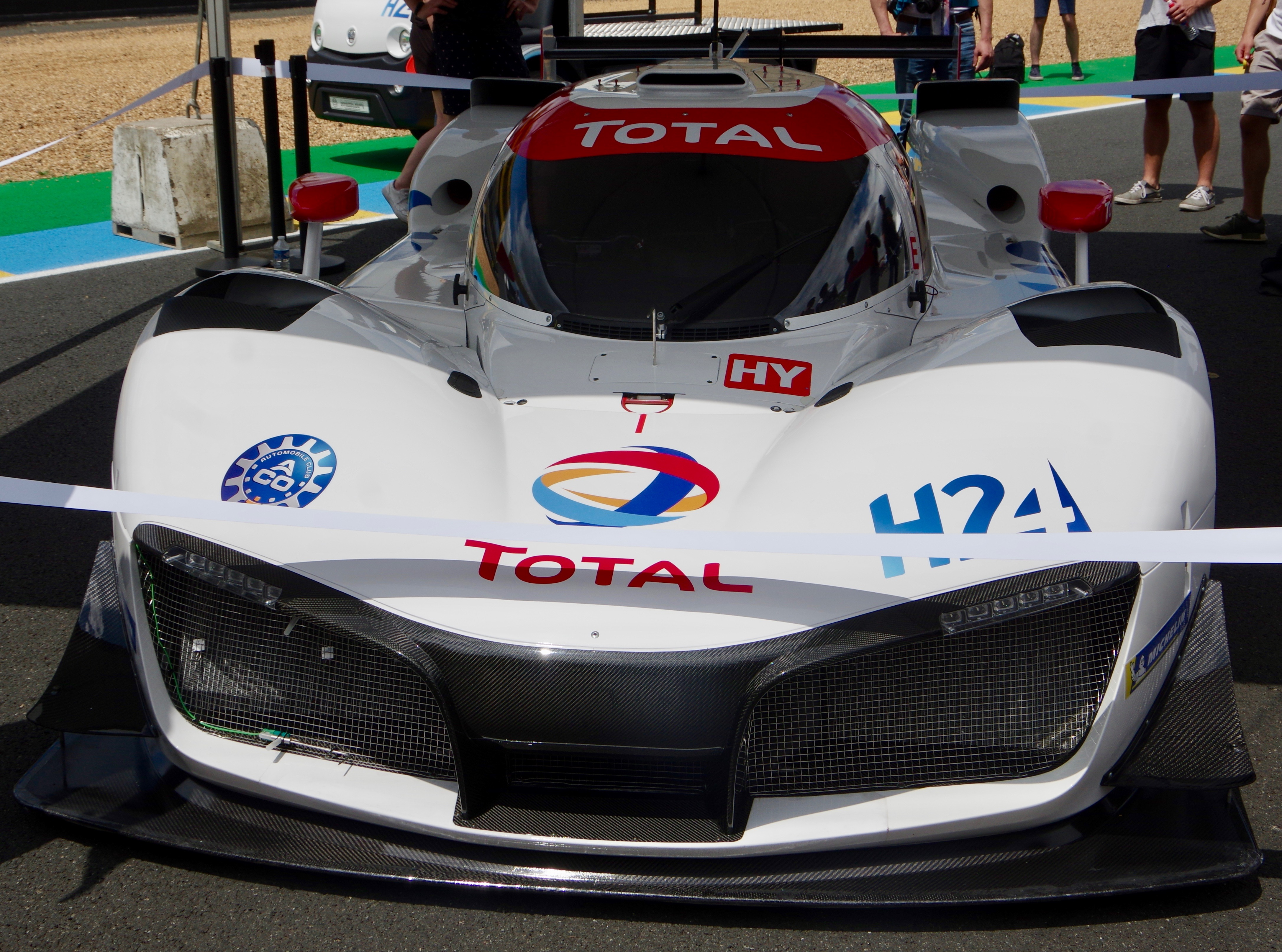
グリーンGT LMPH2G

WEC（世界耐久選手権、ル・マン24時間を含む）の最高クラスであるLMP1でアウディが燃料電池車を導入する計画があったが、2016年に同社が撤退したことで一度は立ち消えとなった。
アウディ撤退の年にFCVベンチャーのグリーンGTが開発した車両「H2」が、ル・マンの舞台となるサルト・サーキットで一周を走りきった。これを見たWEC運営のフランス西部自動車クラブは、2018年にグリーンGTと共同プロジェクト「ミッションH24」を立ち上げ、2024年のル・マンへの燃料電池車クラス導入を目指し、プロトタイプレーシングカーの「LMPH2G」が製作された。このマシンはしばしデモランや、公式セッションでのテスト走行を行った。
2020年にはアデス製LMP3車両をベースとする「H24」が登場。。2021年に、コロナ禍の影響で導入計画は2025年へと一年繰り下げられた。2022年ル・マンのデモランでは、最高時速290.8km/hをマークした。グリーンGT以外にも、レッドブル・アドバンスド・テクノロジーズがオレカとの共同開発でH24車両を投入することを目指している。
ル・マン以外では2020年に米国商用車大手のパッカー社が、子会社ケンワース製トラックのT680をFCV化したモデルをパイクスピーク・ヒルクライムのクラス8（ゼロ・エミッション車）にエントリーさせ、標高4,302mまでを駆け上がって完走した。このほかエコカーレースやラリー・ヒルクライムなどのタイムアタック系競技のフリークラスにトヨタ・MIRAIでのプライベーターの参戦が数例ある。
WECに参戦しているスクーデリア・キャメロン・グリッケンハウス（SCG）は、2022年に長距離デザートレースのバハ1000へ燃料電池車を投入する計画を発表していたが、実現せずに終わっている。
2023年時点では規模の大小問わずまだ燃料電池車だけのためのレースは存在していないが、EVオフロードレースのエクストリームEは、燃料電池車版の「エクストリームH」の創設計画があることを明らかにしている。

### 商用車における展開

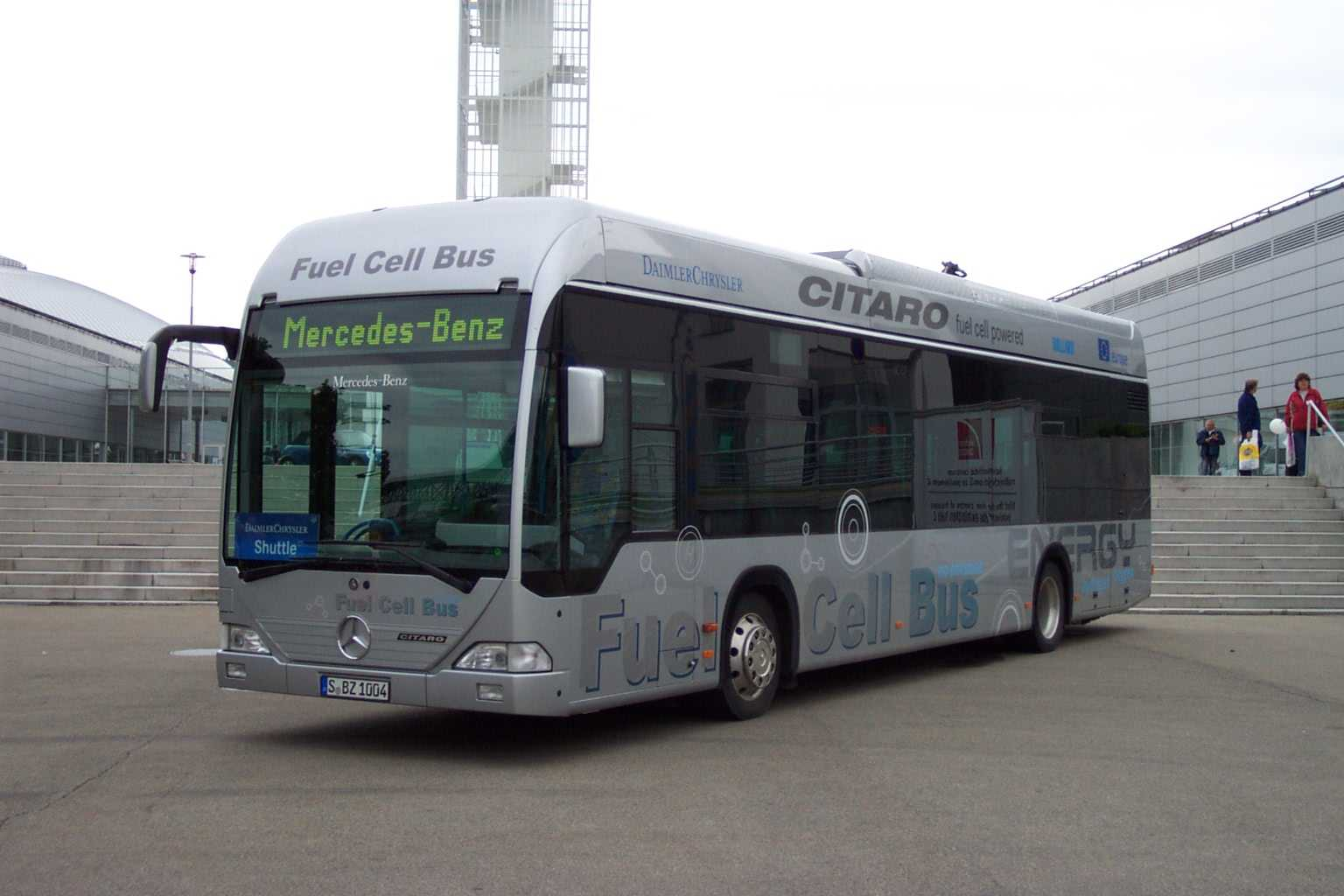
メルセデス・ベンツ・シターロ 燃料電池バス

### 主な車種
- トヨタ自動車（トヨタ）
  - FCHV - SUV型乗用車・バス
    - SORA - バス

  - MIRAI - セダン型乗用車
  - クラウン（セダンFCEVモデル） - セダン型乗用車
- 本田技研工業（ホンダ）
  - クラリティ フューエル セル - セダン型乗用車
  - CR-V（e:FCEVモデル） - SUV型乗用車
- 現代自動車（ヒョンデ）
  - ネッソ -SUV型乗用車
  - エクシエントフューエルセル - 大型トラック
  - エレクシティ水素電気バス - 路線バス用車両
  - ユニバース水素電気バス - 高速バス用車両

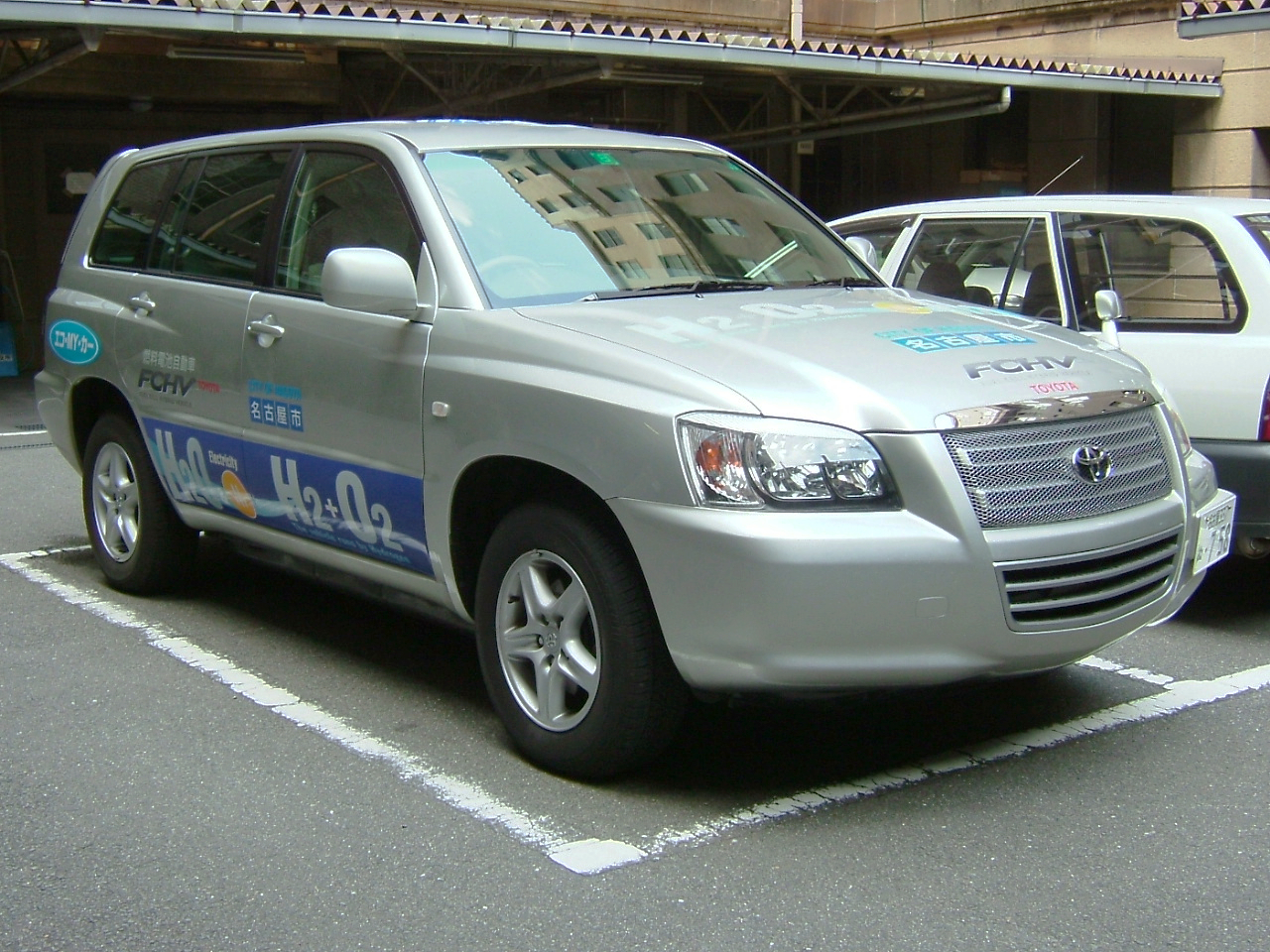
トヨタ・FCHV
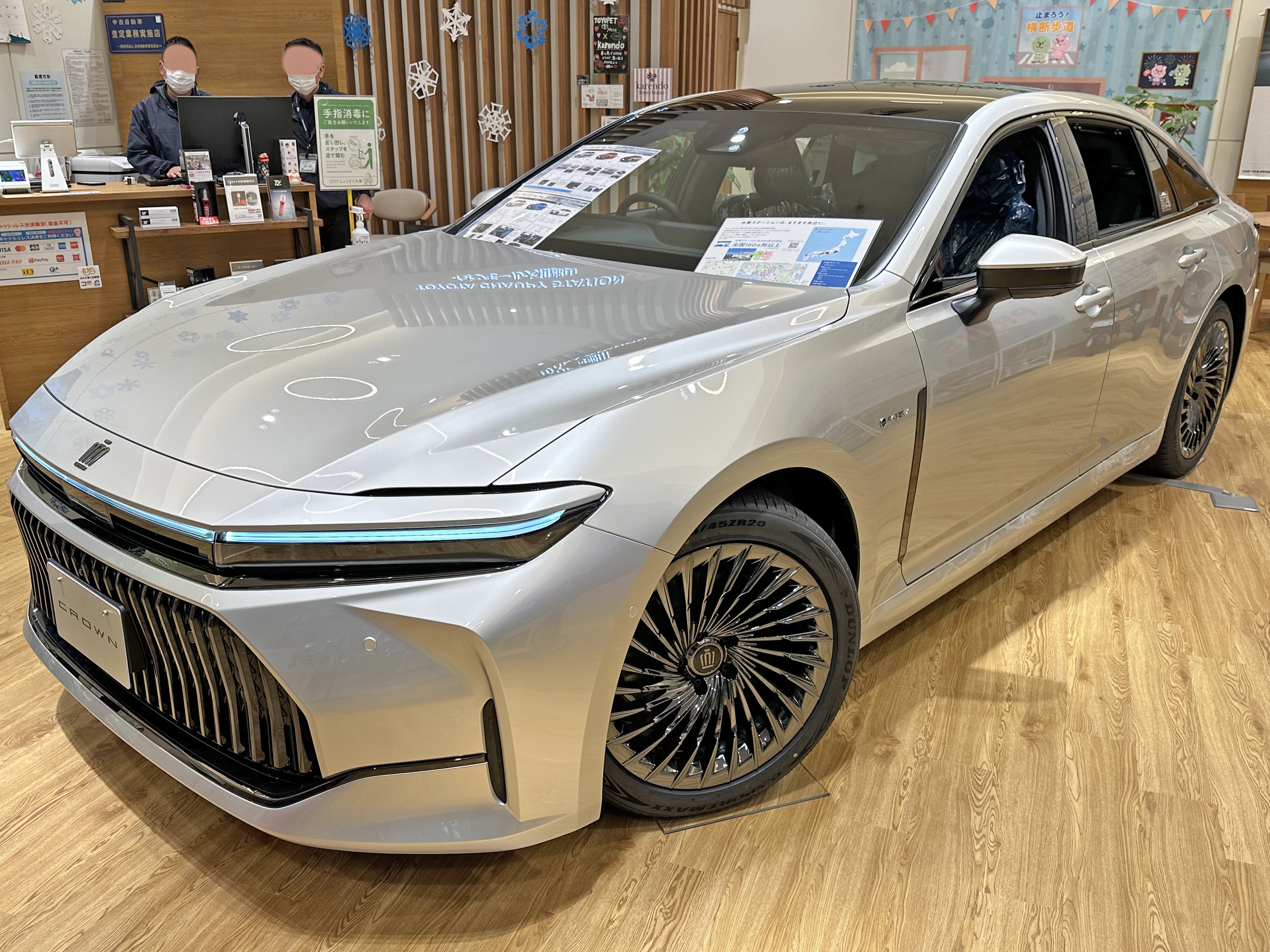
トヨタ・クラウン（16代目セダンFCEVモデル、2023年）
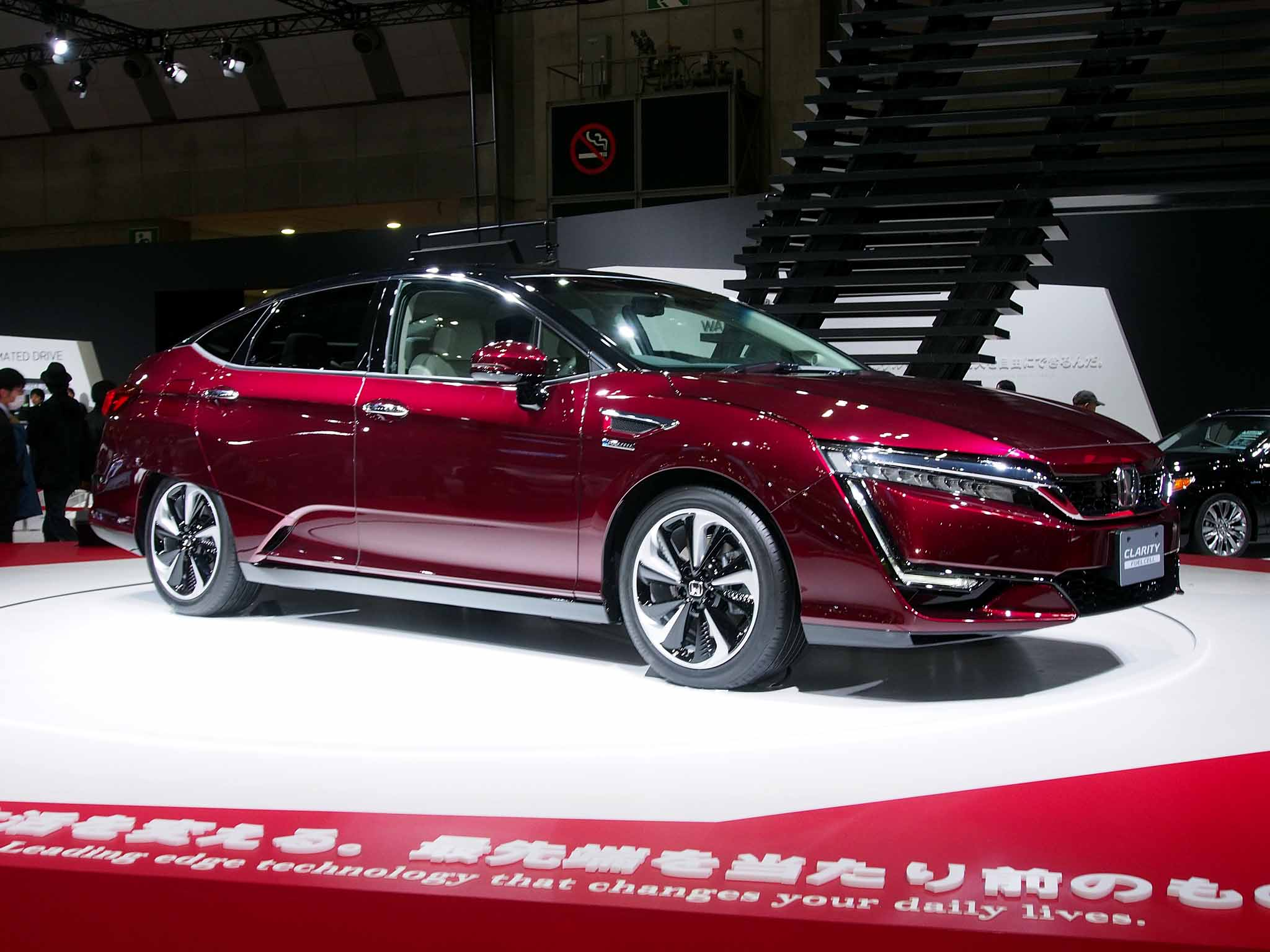
ホンダ・クラリティ フューエル セル
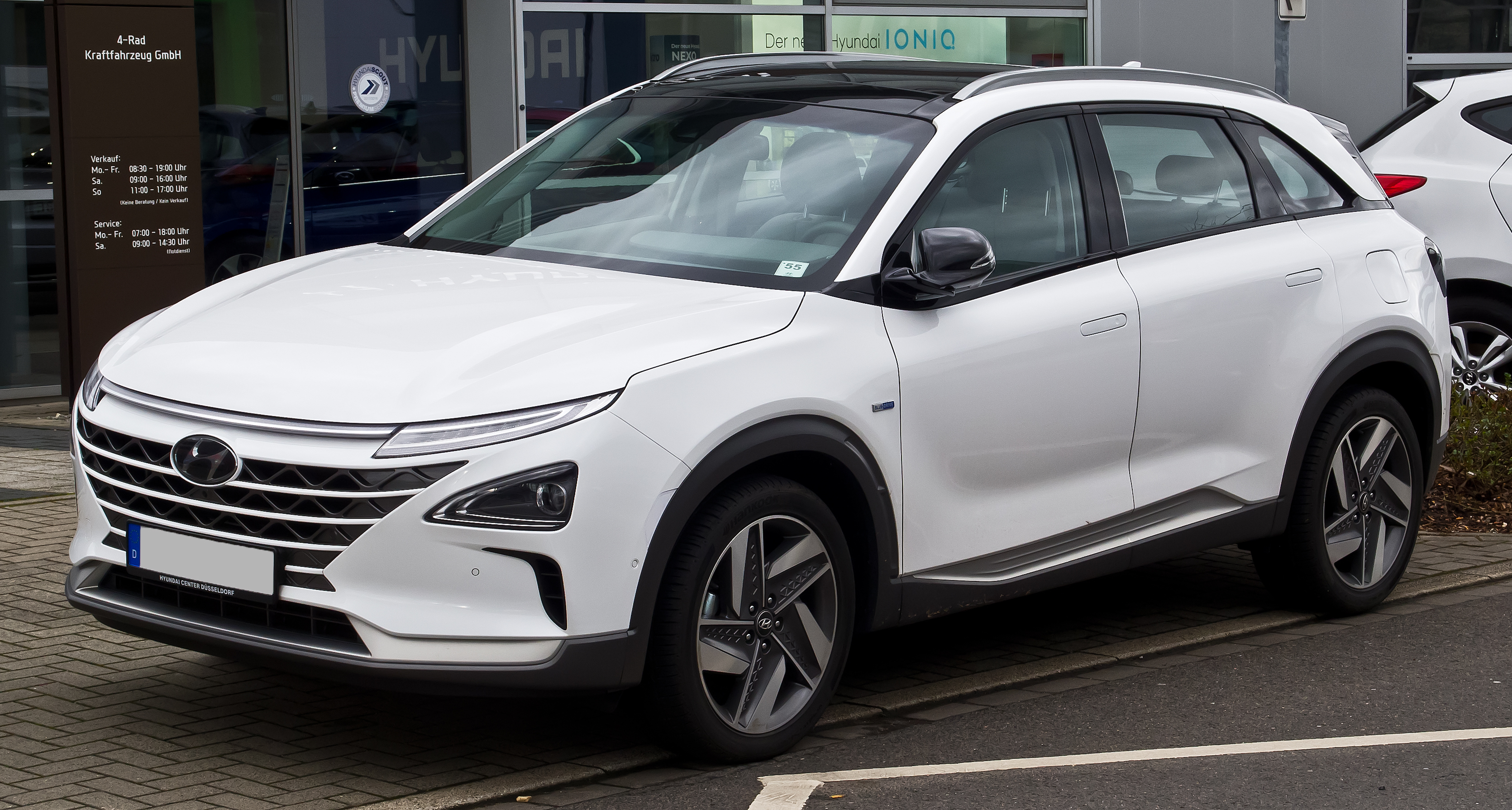
ヒョンデ・ネッソ

### メリットとデメリット

#### 長所
充填時間の短さ
充填時間は約3分で、二次電池式電気自動車の急速充電（約40分）よりかなり速く、内燃機関自動車（ICEV、エンジン車）と同等とされる。
航続距離の長さ
水素はエネルギー密度が高く、航続距離を延ばしやすい。そのため、従来の内燃機関車に近い運用の仕方が可能である。特に大型トラックの分野では燃料電池はBEVよりも適しているとされる。
走行時の環境負荷の低さ
走行時に二酸化炭素 (CO2) や窒素酸化物 (NOx) などの大気汚染の原因となる有害物質を排出しない。

#### 短所
充填設備のコストの高さ
水素ステーションは安全性を確保する上で立地やタンクの設置方法、安全装置など多数の制約があり、建設費用は現状でガソリンスタンドの約4倍のコストがかかる。水素充填設備には大型のタンクにあらかじめ予圧予冷が必要なため、1基で1時間あたりに充填できる車両は2台から6台までである。
水素生産時の環境負荷の高さ
現状の水素は主に化石燃料から製造している。燃料電池車は走行時こそCO2やNOxを出さないが、水素は自然界には存在しないため、再生可能エネルギーによって生産された場合以外は水素の製造工程において汚染物質を発生する。また、現状純度99.97%以上の水素が必要とされており、副生水素はほぼ利用できない。
メンテナンスコストの高さ
システムが複雑なため車上有効スペースの減少と重量の増加、さらには水素脆化の対策としてメンテナンスが多く消耗品も多い。また、白金触媒の劣化や電解質を通すためのイオン交換樹脂の劣化による性能低下があり、信頼性・耐久性に問題があるとされる。その寿命も比較的短く、商用車に搭載する場合は特殊な対策が必要となる。例えば、バスでは大型のバッテリーを搭載し燃料電池の出力一定化を図り寿命を延ばしている。
水素の格納の難しさ
水素は体積エネルギー密度が低いため、トヨタやホンダの車両では水素を350ないし700気圧という高圧で格納するが、この圧縮には大きなエネルギーが必要となる。水素を標準状態の理想気体とみなし、かつ圧縮に伴う熱エネルギーはすべて回収でき温度変化はないものと考えても、1気圧から700気圧への圧縮には1モルあたり約15kJが必要であるから、例えばトヨタ・MIRAIの燃料タンク122.4リットル(合計容量)分の水素を圧縮するのに要するエネルギーは16kWhにもなる。また実際の水素ステーションではプレクールによる冷却と大型の与圧タンクが必要となるため、消費電力はさらに多くなる(千住水素ステーションでの実証試験では70Mpa対応型で消費電力30kWhとなっている)。常圧から低圧で液体状となる有機ハイドライドやアンモニアを始めとした水素キャリアの利用も検討されているが、精製に必要となるエネルギーや純度、触媒や分離膜の耐久性といった問題もあり実用化には至っていない。
エネルギー効率の悪さ
水の電気分解による水素製造へと投入するエネルギーに対する、製造された水素が貯蔵や輸送を経て動力となり最終的に車のタイヤへと伝わる駆動エネルギーの比は、2003年の資料によれば、圧縮水素を使用する場合は22%、液体水素の場合は17%にとどまる。
これに対し、2013年の国立環境研究所の評価によれば、従来のガソリン車の効率は13%、ガソリンハイブリッド車の効率は22%程度だが、現代のガソリンのEPRは平均して300%程度であるから、ガソリン製造に投入するエネルギーに対する駆動エネルギーのおおよその比はガソリン車で40%、ガソリンハイブリッド車で66%となる。
また、膨大なエネルギーを使用して冷却・圧縮と運搬を行うため、「Well-to-Wheel（油田から車輪）」効率（一次エネルギーの採掘から車両走行までの効率）では、燃料電池自動車は電気自動車に比べて大幅に劣る。2009年の資料によれば、再生可能エネルギーによる電力であれば、これを用いた電気分解により水素を生成し圧縮して燃料電池自動車に充填するよりも、そのまま電気自動車へと充電するほうがWell-to-Wheell効率において3倍ほど勝る。テスラのイーロン・マスクCEOは、2015年に「水素ステーションに水素を移し変える際に使う電気で、我が社の電気自動車が100km以上走る」と語った。

#### 前提条件により優劣が変わる点
充填の煩わしさ
これについては二次電池式電気自動車 vs 内燃機関車の話と同じく、｢BEVを使用する場合において、自宅に充電設備付きの密閉型ガレージを設けることができるのか｣と｢FCEVを使用する場合において、行動圏内に水素ステーションがあるのか｣の組み合わせで優劣が逆転する。
｢自宅充電環境を構築できる一方で水素ステーションが近くにない｣場合ならこの点においてBEV有利となるが、逆に｢自宅充電環境を構築できず水素ステーションが近くにある｣場合ならむしろ天候(雨雪に伴う水濡れや凍結、落雷など)に起因する充電の不便さや危険性、充電ケーブル盗難リスク、それらを回避するための充電ケーブル出し入れと言った面倒くささが発生するのでFCEVが有利になる。

### 水素ステーションの整備計画
燃料電池自動車の普及促進のため、購入の際の補助金や水素ステーションなどのインフラ整備などの普及促進策が採られている。2012年には、トヨタやダイムラー、GMなど世界の大手自動車企業11社が水素供給システムの規格を統一することで合意した。
水素ステーションに対しても、2013年度より水素供給設備整備事業費補助金を経済産業省から事業者に支給することにより設置数の増加を図っている。2013年夏時点での日本国内における水素ステーションの数は17ヶ所であったが、2016年3月38基、2022年5月現在、日本国内の水素ステーションは161カ所となっている。日本政府は2025年度には約320基にすることを目標にしている。
2015年2月、トヨタ、ホンダ、日産自動車の3社が水素ステーションの整備促進に向け、共同支援に乗り出すことで合意したと発表している。また同月、トヨタは水素社会の実現に向けて約5700件の燃料電池車に関する特許を無料で公開した。
世界最大の電気自動車市場である中国は、世界最大の燃料電池自動車市場も目指しているとされ、2017年に上海市政府は50カ所に水素ステーションを整備する計画を発表している。

## その他の燃料電池自動車

### アルコール燃料電池自動車
アルコールを搭載し、燃料電池で発電して走る電気自動車。アルコールを直接燃料電池に供給するもの（ダイレクトメタノール燃料電池車）と、アルコール改質器を車に搭載しアルコールから水素を得て水素燃料電池に供給するもの（水素燃料電池車）がある。

#### 長所（内燃機関自動車との比較）
- 他の方式のアルコール燃料自動車と同じ長所
  - 火災の際は水で消火できる
  - アルコールは既存のガソリンスタンドで給油可能
  - 燃料価格は比較的安い
- 燃料電池自動車と設計の共通化が図れる

#### 短所（内燃機関自動車との比較）
アルコール改質型は最も複雑なシステムのため、許容できないほどの車上有効スペースの減少と重量の増加とコスト高になる
- 他の方式のアルコール自動車と同じ短所
  - バイオエタノール製造により食料高騰や自然破壊などの社会問題が発生する場合がある
  - アルコールの製造段階でCO2が発生する
  - メタノールは金属を腐食させる/取り扱いに資格が必要
- アルコール燃料電池自動車固有の短所
  - アルコール中の水素を利用するため燃料電池内は水素燃料電池と同様水素脆化による金属劣化の問題が発生する
  - 燃料改質器にスペースとコストをとられる
  - 改質の際、CO2と熱が発生する
  - 燃料電池が高価である
  - アルコール直接供給式燃料電池は水素燃料電池よりも寿命が短い（腐食性が原因）
- 二次電池を併用するハイブリッド車となる複雑性
  - 総合効率の向上のため回生ブレーキ充電用の二次電池が必要とされる
  - 改質器のために、さらに大容量の寒冷地の起動用に二次電池が必須とされる

#### ダイレクトメタノール燃料電池車
メタノール燃料を用いてダイレクトメタノール燃料電池で発電して電動機で走行する車。

### 金属燃料電池（金属空気電池）自動車
新しい材料と構造の金属空気電池を使い電動機を駆動する自動車。エンドユーザーにとっては空気電池を一次電池のように電池パックごと交換して使い、バックエンドの再生場で金属燃料と正極電解液を交換して燃料電池として再利用する。金属空気電池は燃料密度が大きく、容量が非常に大きいので、1回の交換あたり1000km以上を走行できる。金属燃料として金属リチウム、マグネシウム、アルミニウム、鉄、亜鉛などが検討されている。

#### 長所（内燃機関自動車との比較）
- 電池をストックでき、ある程度停電に強い。
- 車載用として最も適した燃料電池
  - 構造が簡単でスペースが最も小さい燃料電池である
  - 最もライフサイクルコストの安い燃料電池である
  - 航続距離が水素燃料電池や内燃機関より長い
  - 金属空気電池用の再生インフラが必要だが、水素燃料インフラより取り扱いと構築が容易である
  - 金属空気電池用の再生システムを確立すれば電池の劣化を気にする必要がない
  - 走行時にCO2やNOxを出さない
- 金属空気電池を二次電池として使う可能性もある
  - 燃料電池のフィールドでの燃料補給は困難だが、二次電池にして充電できる可能性はある

#### 短所（内燃機関自動車との比較）
- 電池本体の問題
  - 車載型燃料電池にできそうな金属空気電池は新しすぎて実績がない
  - 燃料電池のフィールドでの燃料補給は困難で、電池交換と再生工場が必要
  - 交換式金属電極の規格化が必要
  - 放電したあとの金属電極を精錬して再び金属電極とするために多大なエネルギーが必要となる
    - （金属を再生する必要エネルギーが大きくエネルギー収支上問題があるだけでなく、工業レベルで安価に再生する技術的な目処も立っていない状況である）

  - 燃料電池としては最もコスト安だが、既存の二次電池より安くなるか不明
- 二次電池を併用する複雑性
  - 総合効率の向上のため回生ブレーキ充電用の二次電池が必要とされる
  - 寒冷地の起動用にも二次電池が必要とされる

### 貴金属フリー液体燃料電池車
貴金属を含まない燃料電池に液体燃料を供給し、電動機で走行する車。